# جامع الحبس (حارة)

تعديل مصدري - تعديل

جامع الحبس هي إحدى حارات حي يريم بمدينة يريم أحد مدن محافظة إب، بلغ تعداد سكانها 242 نسمة حسب تعداد اليمن لعام 2004.